# Zeugungsfähigkeit
Unter dem Begriff Zeugungsfähigkeit oder auch Zeugungsvermögen versteht man die Fähigkeit des menschlichen Körpers, befruchtungsfähige Geschlechtszellen (Gameten), also Eizellen oder Spermien zu bilden. Die Fähigkeit zur Zeugung von Nachkommen hängt jedoch bei beiden Geschlechtern von weiteren Faktoren ab.
Im Volksmund wurde die Zeugungsfähigkeit des Mannes (veraltet) auch scherzhaft als Lendenkraft bezeichnet.

## Biologische Voraussetzungen
Für die Zeugung eines Nachkommen bedarf es über die Befruchtung hinaus der Entstehung einer Schwangerschaft.
Voraussetzungen bei der Frau:
- Durchgängigkeit des weiblichen Genitals vom Scheideneingang bis zum Fimbrientrichter mindestens eines Eileiters,
- ein anatomisch, bakteriologisch und funktionell normales Eileiter-, Zervix- und Scheidenmilieu,
- ein normales Endometrium für die Spermatozoenaszension und Implantation (Nidation),
- normale endokrine Funktion des Ovars einschließlich des normalen Reaktionsvermögens der Erfolgsorgane
- normale Funktion des Ovars mit Abgabe einer intakten reifen Eizelle beim Eisprung (Oogenese).

Voraussetzungen beim Mann:
- Bildung in der Menge ausreichender morphologisch und funktionell intakter Spermien (Spermatogenese),
- normale Androgenproduktion in den Leydig-Zellen,
- Durchgängigkeit der Nebenhoden und der Samenleiter,
- normale Zusammensetzung des Prostatasekrets und des Bläschendrüsensekrets,
- Vollziehen der Kohabitation zur Zeit des Eisprungs.[3]

## Rechtlicher Begriff
Damit ein Mann bei einer Vaterschaftsfeststellung als biologischer Vater eines Kindes in Betracht kommt, müssen bei ihm sowohl die lateinisch Potentia coeundi, (sprich co-e-undi), d. h. die Fähigkeit zum Beischlaf als auch die Potentia generandi, d. h. die Befruchtungsfähigkeit seiner Spermien vorhanden sein. Dies kam früher bei Vaterschaftsprozessen zum Tragen, bei denen mitunter die Zeugungsfähigkeit bestritten oder jemandem fälschlich unterstellt wurde, als es noch keine DNA-Analysen zum Nachweis der biologischen Vaterschaft gab. Für nicht vorhandene Zeugungsfähigkeit sprechen Impotentia coeundi und/oder Impotentia generandi.
Die Zeugungsfähigkeit ist ein Rechtsgut, sie ohne medizinische Notwendigkeit gegen den Willen eines Menschen zu beenden ist Körperverletzung. Zum Zwecke der Fortpflanzung konservierte Spermien und Eizellen stehen als Ersatz für Zeugungsfähigkeit ebenso unter diesem Schutz. Falls solche Gameten unerlaubt vernichtet werden, besteht Anspruch auf Schadenersatz.

## Die Zeugungsfähigkeit beeinflussende Faktoren
Mehrere Faktoren beeinflussen die Zeugungsfähigkeit von Mann und Frau:
- Alter der Geschlechtspartner: Normalerweise beginnt das Zeugungsvermögen des Menschen mit der Pubertät und erreicht auf dem Höchststand der körperlichen Entwicklung (Abschluss des Wachstums) seine größte Effizienz, danach verringert es sich allmählich.
  - Bei Frauen wird in den Wechseljahren der Zeitpunkt des Eisprungs zunächst unregelmäßig. Mit der Menopause hört der weibliche Zyklus auf.[9]
  - Beim Mann kann das Zeugungsvermögen bis ins hohe Alter bestehen bleiben. Allerdings nimmt die Zahl der beweglichen Spermien mit dem Alter kontinuierlich ab. Die individuelle Zeugungsfähigkeit eines Mannes kann mit einem Spermiogramm festgestellt werden.
- Soziale Faktoren: vgl. Gebäralter, Kinderwunsch, Familienplanung und Natürliche Familienplanung und der Einsatz von Empfängnisverhütung;
- Befruchtung am richtigen Tag des Menstruationszyklus, zeitnah am Eisprung;
- Psyche: Erregung und Entspannung, Libido;
- Häufigkeit von Geschlechtsverkehr;
- begünstigende Ernährung (z. B. Folsäure[10][11][12][13]).

Der Zeugungsfähigkeit entgegenstehende Faktoren sind beispielsweise:
- Hypospadie
- Nachwirkungen von Verhütungsmitteln,
- Erektile Dysfunktion beim Mann,
- allgemein Kohabitationsschwierigkeiten Dyspareunie,
- Umweltgifte (z. B. Endosulfan[14] oder DEHP[15] in der Nahrung).